# 真理报
《真理报》（俄语：Пионерская Правда，羅馬化：Pravda），创刊于1912年5月5日，前身为列夫·托洛茨基于1908年10月3日在维也纳创办的同名报纸，是1918年—1991年苏联共产党中央委员会的机关报。
在蘇聯於1991年解體後，《真理报》被时任俄罗斯联邦总统叶利钦查封、關閉並出售，其所有权几经转手後輾轉落在一个希腊家族財團手上；最終在1997年，俄罗斯联邦共产党收购了这份报纸，并将其作为自己的中央机关报。

## 起源

### 维也纳《真理报》
《真理报》最早由俄国社会民主工党领导人列夫·托洛茨基于1908年10月3日在奥地利维也纳创办，针对俄国工人发行。早期的《真理报》为避免沙皇政府的新闻管制，全部在国外刊印，再偷运入俄；编辑人员除托洛茨基本人外，在不同时期还曾包括维克托·考普、阿道夫·越飛和马特维·斯科别列夫；其中越飞和斯科别列夫家境富有，是报纸的主要财政来源。
《真理报》建报之初，俄国社会民主工党内部派系林立，矛盾重重；而托洛茨基本人则自称“非派系党员”，所以他领导下的《真理报》致力于团结党内各派，编辑审稿时总是竭力回避那些容易在俄国流亡国外人士中引起分裂的话题，而把主要精力放在俄国工人感兴趣的问题上。这一时期的《真理报》接近工人，内容生动通俗，在俄国国内相当受欢迎。
1910年1月，俄国社会民主工党中央委员会召开了一次罕见的全体会议，党内各派的代表均参加了这次会议。会上起草并暂时地通过了一份旨在重新团结全党的协议。协议中确定托洛茨基的《真理报》从此从社会民主工党中央获取资金，并成为党的一个中央机关。党内布尔什维克派主要成员、弗拉基米尔·列宁的密友列夫·加米涅夫的也被选为编辑部成员。但同年8月，党内纷争再起，迫使加米涅夫退出了编辑部。1912年4月22日，维也纳《真理报》宣告停刊。

### 圣彼得堡《真理报》

#### 1917年二月革命以前
1910年1月的俄国社会民主工党内部和解失败后，布尔什维克派于同年12月回到沙皇政府治下的俄国圣彼得堡，创建了属于自己的合法周刊——《明星报》（Звезда，英文字译 Zvezda）。1912年1月18日在布拉格举行俄国社会民主工党第六次代表会议上，布尔什维克（多数派）与孟什维克等其他派别正式决裂，会议上还决定将当时已是每周出版三期的《明星报》改为日报。
布尔什维克最终在1912年5月5日实现了他们的计划——在这一天作为日报的《真理报》在圣彼得堡开始合法出版。在接下来的两年里，尽管受到沙皇政府的审查，《真理报》仍然可以合法地发行，直到1914年7月第一次世界大战爆发才被当局彻底关闭。
由于频繁受到警方骚扰，《真理报》在两年之内曾8易其名：
- （《工人真理报》）
- （《北方真理报》）
- （《劳动真理报》）
- （《为了真理》）
- （《无产阶级真理报》）
- （《真理之路》）
- （《工人报》）
- （《劳工真理报》）

布尔什维克的举动令《真理报》的原创始人托洛茨基极为不满，认为是对他“自己的”报纸名字的公开篡夺。1913年4月，托洛茨基在给格鲁吉亚孟什维克领导人尼古拉·齐赫泽的一封私信中愤怒地谴责了列宁和布尔什维克们的行为。直到1921年之前，托洛茨基和党内其他领导人都对这封信的内容守口如瓶，直到1920年代初托洛茨基失势，信的内容才被得以传播。1924年，这封“恶毒攻击列宁同志”的私信被托洛茨基的政治对手公之于众，托氏从此被布尔什维克视为列宁的不共戴天之敌。
俄国在经历了1908—1911年的相对稳定后，以1912年4月的勒拿河大屠殺事件为标志进入了社会和政治上的多事之秋，时间恰好是1912—1914年。在此期间，布尔什维克改变了托洛茨基的办报方式，不是组织一小批知识分子作为工人的代言人在报纸上发表文章，而是直接刊载工人们自己的来信投稿。工人的直接参与加上当时社会矛盾的激化，极大促进了《真理报》的声誉——短短两年间，其日发行量从2万份上升到6万份，考虑到其读者群的分散和频繁的政府骚扰，这一数字是相当可观的。布尔什维克办报的另一改变是财政来源，托洛茨基的《真理报》依靠富有的编辑，而布尔什维克只能靠工人自发的捐款。
尽管列宁和他的布尔什维克同志们在十月革命夺权前编辑过多份报纸，编辑地遍布俄国内外，但后来苏共官方只承认1912-1914年的《真理报》和1900-1903年的《火星报》为后来的中央党报《真理报》的前身。至于托洛茨基才是《真理报》的最早创办者这一事实，则因为托氏后来与列宁的决裂而被掩盖近70年，直到1980年代末在戈尔巴乔夫总统发动的“改革”运动中才被苏联的历史学家们重新提起。
虽然在1912-1914年间列宁是布尔什维克的最高领袖，但他长期流亡国外（1912年中到1914年中他居住在克拉科夫），无法直接领导远在圣彼得堡的《真理报》，所以这期间报纸的实际总编由莫洛托夫担任，其他一些著名的布尔什维克领袖则在条件允许时参与编辑事宜，这其中包括斯大林（在他1913年3月被捕流亡前）。后来发现，报社里一个名叫米伦·切尔诺马佐夫（Miron Chernomazov）的“编辑”其实是受警方指派的特务。
为了避免政府搜捕行动冲击报纸的运行，这一时期《真理报》的所有真正的布尔什维克编辑都不在公开的编辑名单上，公开名单上的40多名“编辑”则是报社雇来“代占其位”的其他人员（多数是工人）。遇到警方搜捕查禁时，被捕入狱的是这些替身编辑。.
这段时期中，《真理报》编辑部为减少被政府罚款或公开查禁的压力常对内容作温和化处理，这种做法多次导致列宁与编辑部间的争吵。编辑部有时会将列宁的文章改动后再发表，甚至拒登列宁的文章。这些做法在很多年以后（1961年末）成为了赫鲁晓夫攻击莫洛托夫的把柄。
1912年12月到1913年10月之间的《真理报》还出现了列宁和国家杜马（即俄国下议院）中的布尔什维克议员之间的矛盾。布尔什维克议员们主张做一些妥协以继续与孟什维克合作，而列宁则坚决要求与孟什维克决裂。1914年1月，列宁派自己的亲密助手加米涅夫到圣彼得堡指导《真理报》的工作和杜马中的布尔什维克。第一次世界大战爆发后，加米涅夫被捕、流放到西伯利亚，《真理报》停刊。

#### 两次革命期间
1917年二月革命推翻了沙皇尼古拉二世的统治，令《真理报》得以重新开放。此时，原总编莫洛托夫和施略普尼柯夫反对自由派当权的俄国临时政府。然而，由于沙皇政府被推翻，原先流放西伯利亚的加米涅夫、斯大林和原杜马议员穆拉诺夫也得以重获自由。当他们于3月12日回到圣彼得堡后，立刻将莫洛托夫和施略普尼科夫赶出了编辑部，接管了真理报编辑部。
在加米涅夫和斯大林的影响下，《真理报》对“大体上与反革命或反动派进行斗争”的临时政府表现出和缓的态度，并呼吁团结孟什维克中的国际主义分子。3月14日，加米涅夫在他第一篇社论中写道：
现在形势变化已如此之快，再一味求速（以致与临时政府翻脸）又有何意义呢？
而在3月15日，他还对俄国坚持一战表示支持，他写道：
两军还在交战中，现在建议士兵放下武器回家是最愚蠢的。这得到的不是和平，而是奴役，所有自由的人民都将拒绝、唾弃之。
4月3日，列宁和季诺维也夫返回俄国后，列宁发表了《四月提纲》，强烈谴责了临时政府和布尔什维克中与孟什维克团结的倾向。加米涅夫在《真理报》社论中试图反驳列宁，但在布尔什维克党四月会议上列宁最终获胜，《真理报》开始指责临时政府为“反革命”。从此，《真理报》基本遵从着列宁的观点。十月革命后，《真理报》发行量上升到每日10万份。

## 苏联时期

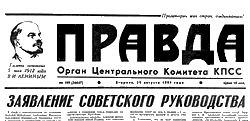
一份早年（1950年代）的《真理报》头版，大标题意为“苏维埃领袖的宣言”

1918年3月3日，《真理报》报社随苏维埃政府一同迁至莫斯科。从那时起，《真理报》就正式成为了苏共官方出版物，或称“中央机关报”，负责向外部传达领袖的精神，宣布政策及其变化等等，直到1991年被解散。直到1989年之前，全苏联的所有国营单位、军队单位和其他组织都被要求必须订阅《真理报》。.
其他一些国家机构也发行自己的机关报，譬如：《消息报》是苏联最高苏维埃的机关报，主要阐述对外关系；《劳动报》是苏联总工会的机关报；《共青团真理报》是共产主义青年团中央的机关报；《少先队真理报》（英文:Pionerskaya Pravda）是少年先锋队组织的机关报。
1924年列宁死后，《真理报》曾一度成为斯大林的政治对手布哈林的权力基地。在《真理报》任主编期间的表现大大加强了布哈林作为资深马克思主义理论家的地位。
类似的情况在1953年斯大林死后也出现过。斯大林之死造成苏共中央的权力真空，而赫鲁晓夫却得以利用他与时任《真理报》主编的谢皮洛夫之间的联盟关系成功排挤了总理马林科夫，在权力斗争中最终占据上风。

## 苏联解体后
1991年8月22日，俄罗斯总统叶利钦下令宣布境内的共产党为非法组织，包括《真理报》报社在内的所有共产党资产收归联邦政府。叶利钦的命令并未受到来自《真理报》编辑、记者们的反抗，这些人在几个星期后就注册了开办了一份新的报纸，名字仍叫《真理报》。
几个月后，报纸的主编根纳季·谢列兹尼奥夫（后来的俄罗斯国家杜马主席）将报社卖给了希腊Yannikoses集团，继任的总编亚历山大·伊利因（Alexander Ilyin）将报纸的注册商标、获得的列宁勋章和注册证书交给了新主人。
然而之后编辑部却发生了严重分裂，造成在1991年以前就加入《真理报》的记者90%辞职。这些记者另外创建了一份同名报纸，但不久就迫于政府压力关闭。1999年，在原编辑瓦迪姆·戈尔谢宁（Вадим Горшенин）和维克托·林尼克（Виктор Линник）带领下，在上次报社分裂中辞职的记者们创建了真理在线 （页面存档备份，存于），这是网上第一家俄文媒体，“真理在线”同时提供英文、意大利文和葡萄牙文版本。
1997年，俄罗斯联邦共产党获得《真理报》所有权，并将其作为俄共中央机关报。
如今发行的《真理报》与“真理在线”没有任何联系，但双方记者常有来往。《真理报》分析事件持左翼立场，而“真理在线”则持民族主义立场。

## 总编辑
- М. Е. Егоров (с 1912)[7]
- П. Г. Жибаров, Ф. П. Сабуров, К. П. Михайлов, Н. А. Клериков, В. А. Шелгунов, М. Д. Шумилов (1912—1914)[8]
- Редколлегия: К. С. Еремеев, М. И. Калинин, В. М. Молотов, М. С. Ольминский, И. В. Сталин, М. И. Ульянова, Л. Б. Каменев, М. К. Муранов, В. И. Ленин, Г. Я. Сокольников (март-декабрь 1917)
- 尼古拉·伊万诺维奇·布哈林 (1917年12月—1929年)
- Бюро редколлегии: Г. И. Крумин, Н. Н. Попов, Е. М. Ярославский (1929年—1930年)[9]
- 马克西米利安·亚历山德罗维奇·萨韦利耶夫 (1930年)
- 列夫·扎哈洛维奇·麦赫利斯 (1930年—1937年)
- 伊万·叶菲莫维奇·尼基京 (1937年—1938年)
- 彼得·尼古拉耶维奇·波斯别洛夫 (1940年—1949年)
- 米哈伊尔·安德列耶维奇·苏斯洛夫 (1949年—1950年)
- 列昂尼德·费多罗维奇·伊里切夫 (1950年—1952年)
- 德米特里·特罗菲莫维奇·谢皮洛夫 (1952年—1956年)
- 帕维尔·阿列克谢耶维奇·萨丘科夫 (1956年—1964年)
- 阿列克谢·马特维耶维奇·鲁缅采夫 (1964年—1965年)
- 米哈伊尔·瓦西里耶维奇·齐米亚宁 (1965年—1976年)
- 维克多·格里戈利耶维奇·阿法纳西耶夫 (1976年—1989年)
- 伊万·季莫费耶维奇·弗罗洛夫 (1989年—1991年)

### 苏联解体后
- 根纳季·尼古拉耶维奇·谢列兹尼奥夫 (1991年8月—1993年10月)
- 维克托·阿列克谢耶维奇·林尼克 (1993年10月—1994年2月)
- 阿列克谢耶维奇·阿夫杰耶夫·伊利伊恩 (1994年—2003年)
- 瓦莲金娜·尼科拉耶夫娜·尼基福罗娃 (2003年—2005年)—代理
- 瓦连京·谢尔盖耶维奇·舒楚契诺夫 (2005年—2009年)
- 鲍利斯·奥列格维奇·科莫茨基 (2009年—)